# Władimir Saganow
Władimir Bizjajewicz Saganow (ros. Влади́мир Бизья́евич Сага́нов, ur. 1936, zm. we wrześniu 1999) – przewodniczący Rady Ministrów Buriackiej ASRR (1977-1987), przewodniczący Rady Ministrów Republiki Buriacji (1990-1994).

## Życiorys
Początkowo był instruktorem rejonowego komitetu Komsomołu, później ukończył Buriacki Instytut Rolniczy i Akademię Nauk Społecznych przy KC KPZR. Kandydat nauk ekonomicznych, asystent katedry Instytutu Rolniczego, później lekarz weterynarii, główny lekarz weterynarii i następnie dyrektor sowchozu rejonu tunkińskiego, a 1967-1970 wiceminister gospodarki rolnej Buriackiej ASRR. Od 1963 członek KPZR, 1970-1972 minister gospodarki rolnej Buriackiej ASRR, 1972-1974 I zastępca przewodniczącego Rady Ministrów Buriackiej ASRR. Od 9 marca 1977 do czerwca 1987 przewodniczący Rady Ministrów Buriackiej ASRR, 1987-1990 pracownik Ambasady ZSRR w Korei Północnej, od kwietnia 1990 do 1994 przewodniczący Rady Ministrów Republiki Buriacji. Deputowany do Rady Najwyższej RFSRR 10 i 11 kadencji.